# Винтовка Бертье

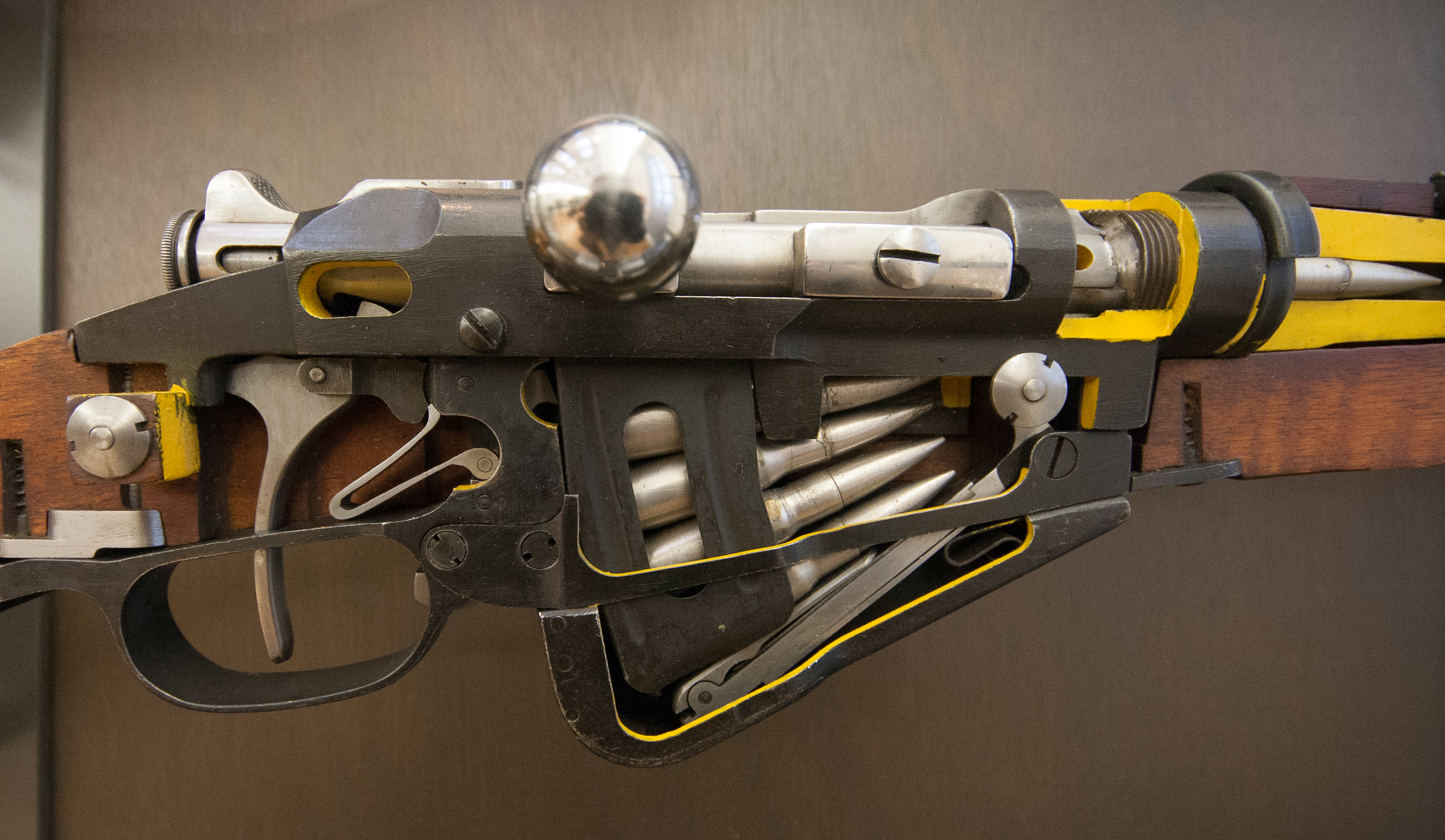
Винтовка Бертье

Бертье — семейство французских магазинных винтовок и карабинов, разработанных конструктором-оружейником А. Бертье для французской армии в конце 1880-х-1900-х годах.
Первый опытный образец винтовки Бертье был разработан в 1880 году.

## Варианты и модификации
- La carabine de cavalerie — кавалерийский карабин образца 1890 года (также известный под наименованием «Манлихер — Бертье»), с заряжающимся пачкой магазином системы Манлихера. Ёмкость магазина — 3 патрона[2]. Первый вариант, производство которого было начато серийно. Масса оружия составляла 2,72 кг[1]
- La carabine de cuirassiers Mle 1890 — карабин для кирасиров образца 1890 года (от кавалерийского карабина отличался изменённым прикладом, имевшим кожаный затыльник вместо металлического)[1]
- Le mousqueton d’artillerie Mle 1892 — карабин образца 1892 года для артиллеристов, комплектовался штыком-тесаком[1]
- Le fusil Mle 1902 de tirailleur indochinois — винтовка образца 1902 года для вооружения туземного личного состава французских колониальных войск в Индокитае[1]
- Le fusil Mle 1907 de tirailleur sénégalais — винтовка образца 1907 года для вооружения подразделений сенегальских тиральеров в составе французских колониальных войск[1]
- Le fusil Mle 1907 M 15 — винтовка образца 1915 года для французской армии (комплектовалась штыком от карабина «лебель» обр. 1886 года)[1]
- Le fusil 07/15 M 34 — модель образца 1934 года под патрон 7,5×54 мм. Ёмкость магазина — 5 патронов[1][2]

## Страны-эксплуатанты
- Франция[1][2]
- Королевство Сербия — во время Первой мировой войны винтовки поставлялись из Франции по программе военной помощи
- Российская империя
- Греция
- Югославия — после окончания Первой мировой войны винтовки оставались на армейских складах мобилизационного резерва до оккупации Югославии в апреле 1941 года. В дальнейшем, винтовки использовались партизанами НОАЮ[3]
- Вторая Испанская Республика — некоторое количество винтовок использовалось республиканцами в ходе войны в Испании[4]
- Нацистская Германия — трофейные винтовки и карабины поступали на вооружение вспомогательных и охранно-полицейских формирований (французский Carabine Mle 1890 получил наименование Karabiner 551(f), Mousqueton Mle 1892 — наименование Karabiner 552(f), Mousqueton Mle 1892/16 — Karabiner 553(f), Fusil Mle 07/15 — Gewehr 302(f), Fusil Mle 07/16 — Gewehr 304(f), Fusil Mle 07/15/34 — Gewehr 241(f), а трофейные карабины Mousqueton Mle 1892 греческой армии использовались под наименованием Karabiner 502(g))